# Lijst van fractievoorzitters van de PvdA in de Tweede Kamer
Dit is een lijst van alle fractievoorzitters van de Partij van de Arbeid in de Tweede Kamer, van de oprichting van de fractie in 1946 tot de opheffing ervan in 2023.

## Fractievoorzitters
| Fractievoorzitter                    | Fractievoorzitter                                           | Termijn                               | Periode   |
| ------------------------------------ | ----------------------------------------------------------- | ------------------------------------- | --------- |
| M. (Marinus) van der Goes van Naters | jhr.mr.dr. M. (Marinus) van der Goes van Naters (1900–2005) | 9 februari 1946 – 16 januari 1951     | 1946–1948 |
| M. (Marinus) van der Goes van Naters | jhr.mr.dr. M. (Marinus) van der Goes van Naters (1900–2005) | 9 februari 1946 – 16 januari 1951     | 1948–1952 |
| J.A.W. (Jaap) Burger                 | mr. J.A.W. (Jaap) Burger (1904–1986)                        | 16 januari 1951 – 18 september 1951   |           |
| L.A. (Leendert) Donker               | mr. L.A. (Leendert) Donker (1899–1956)                      | 18 september 1951 – 2 september 1952  |           |
| L.A. (Leendert) Donker               | mr. L.A. (Leendert) Donker (1899–1956)                      | 18 september 1951 – 2 september 1952  | 1952–1956 |
| J.A.W. (Jaap) Burger                 | mr. J.A.W. (Jaap) Burger (1904–1986)                        | 2 september 1952 – 16 september 1962  |           |
| J.A.W. (Jaap) Burger                 | mr. J.A.W. (Jaap) Burger (1904–1986)                        | 2 september 1952 – 16 september 1962  | 1956–1959 |
| J.A.W. (Jaap) Burger                 | mr. J.A.W. (Jaap) Burger (1904–1986)                        | 2 september 1952 – 16 september 1962  | 1959–1963 |
| A. (Anne) Vondeling                  | dr.ir. A. (Anne) Vondeling (1916–1979)                      | 16 september 1962 – 14 april 1965     |           |
| A. (Anne) Vondeling                  | dr.ir. A. (Anne) Vondeling (1916–1979)                      | 16 september 1962 – 14 april 1965     | 1963–1967 |
| G.M. (Gerard) Nederhorst             | drs. G.M. (Gerard) Nederhorst (1907–1979)                   | 14 april 1965 – 23 februari 1967      |           |
| J.M. (Joop) den Uyl                  | drs. J.M. (Joop) den Uyl (1919–1987)                        | 23 februari 1967 – 11 mei 1973        | 1967–1971 |
| J.M. (Joop) den Uyl                  | drs. J.M. (Joop) den Uyl (1919–1987)                        | 23 februari 1967 – 11 mei 1973        | 1971–1972 |
| J.M. (Joop) den Uyl                  | drs. J.M. (Joop) den Uyl (1919–1987)                        | 23 februari 1967 – 11 mei 1973        | 1972–1977 |
| E. (Ed) van Thijn                    | drs. E. (Ed) van Thijn (1934–2021)                          | 11 mei 1973 – 8 juni 1977             |           |
| J.M. (Joop) den Uyl                  | drs. J.M. (Joop) den Uyl (1919–1987)                        | 8 juni 1977 – 8 september 1977        | 1977–1981 |
| E. (Ed) van Thijn                    | drs. E. (Ed) van Thijn (1934–2021)                          | 8 september 1977 – 16 januari 1978    | 1977–1981 |
| J.M. (Joop) den Uyl                  | drs. J.M. (Joop) den Uyl (1919–1987)                        | 16 januari 1978 – 11 september 1981   | 1977–1981 |
| J.M. (Joop) den Uyl                  | drs. J.M. (Joop) den Uyl (1919–1987)                        | 16 januari 1978 – 11 september 1981   | 1981–1982 |
| W. (Wim) Meijer                      | W. (Wim) Meijer (1939)                                      | 11 september 1981 – 16 september 1982 |           |
| J.M. (Joop) den Uyl                  | dr. J.M. (Joop) den Uyl (1919–1987)                         | 16 september 1982 – 21 juli 1986      | 1982–1986 |
| J.M. (Joop) den Uyl                  | dr. J.M. (Joop) den Uyl (1919–1987)                         | 16 september 1982 – 21 juli 1986      | 1986–1989 |
| W. (Wim) Kok                         | W. (Wim) Kok (1938–2018)                                    | 21 juli 1986 – 4 november 1989        |           |
| W. (Wim) Kok                         | W. (Wim) Kok (1938–2018)                                    | 21 juli 1986 – 4 november 1989        | 1989–1994 |
| M.A.M. (Thijs) Wöltgens              | drs. M.A.M. (Thijs) Wöltgens (1943–2008)                    | 4 november 1989 – 17 mei 1994         |           |
| W. (Wim) Kok                         | W. (Wim) Kok (1938–2018)                                    | 17 mei 1994 – 22 augustus 1994        | 1994–1998 |
| J. (Jacques) Wallage                 | drs. J. (Jacques) Wallage (1946)                            | 22 augustus 1994 – 19 mei 1998        | 1994–1998 |
| W. (Wim) Kok                         | W. (Wim) Kok (1938–2018)                                    | 19 mei 1998 – 30 mei 1998             | 1998–2002 |
| J. (Jacques) Wallage                 | drs. J. (Jacques) Wallage (1946)                            | 30 mei 1998 – 10 juli 1998            | 1998–2002 |
| A.P.W. (Ad) Melkert                  | drs. A.P.W. (Ad) Melkert (1956)                             | 10 juli 1998 – 16 mei 2002            | 1998–2002 |
| J. (Jeltje) van Nieuwenhoven         | J. (Jeltje) van Nieuwenhoven (1943)                         | 16 mei 2002 – 19 november 2002        | 1998–2002 |
| J. (Jeltje) van Nieuwenhoven         | J. (Jeltje) van Nieuwenhoven (1943)                         | 16 mei 2002 – 19 november 2002        | 2002–2003 |
| W.J. (Wouter) Bos                    | drs. W.J. (Wouter) Bos (1963)                               | 19 november 2002 – 22 februari 2007   |           |
| W.J. (Wouter) Bos                    | drs. W.J. (Wouter) Bos (1963)                               | 19 november 2002 – 22 februari 2007   | 2003–2006 |
| W.J. (Wouter) Bos                    | drs. W.J. (Wouter) Bos (1963)                               | 19 november 2002 – 22 februari 2007   | 2006–2010 |
| J. (Jacques) Tichelaar               | J. (Jacques) Tichelaar (1953)                               | 22 februari 2007 – 22 januari 2008    |           |
| M.I. (Mariëtte) Hamer                | drs. M.I. (Mariëtte) Hamer (1958)                           | 22 januari 2008 – 17 juni 2010        |           |
| M.J. (Job) Cohen                     | mr.dr. M.J. (Job) Cohen (1947)                              | 17 juni 2010 – 20 februari 2012       | 2010–2012 |
| J.R.V.A. (Jeroen) Dijsselbloem       | ir. J.R.V.A. (Jeroen) Dijsselbloem (1966)                   | 20 februari 2012 – 20 maart 2012      | 2010–2012 |
| D.M. (Diederik) Samsom               | ir. D.M. (Diederik) Samsom (1971)                           | 20 maart 2012 – 12 december 2016      | 2010–2012 |
| D.M. (Diederik) Samsom               | ir. D.M. (Diederik) Samsom (1971)                           | 20 maart 2012 – 12 december 2016      | 2012–2017 |
| A.H. (Attje) Kuiken                  | drs. A.H. (Attje) Kuiken (1977)                             | 12 december 2016 – 23 maart 2017      |           |
| L.F. (Lodewijk) Asscher              | mr.dr. L.F. (Lodewijk) Asscher (1974)                       | 23 maart 2017 – 14 januari 2021       | 2017–2021 |
| E.M.J. (Lilianne) Ploumen            | drs. E.M.J. (Lilianne) Ploumen (1962)                       | 14 januari 2021 – 12 april 2022       | 2017–2021 |
| E.M.J. (Lilianne) Ploumen            | drs. E.M.J. (Lilianne) Ploumen (1962)                       | 14 januari 2021 – 12 april 2022       | 2021–2023 |
| A.H. (Attje) Kuiken                  | drs. A.H. (Attje) Kuiken (1977)                             | 22 april 2022 – 27 oktober 2023       |           |

### Vicefractievoorzitters
- A.M. (Margo) Vliegenthart (22 augustus 1994 – 3 augustus 1998)[2]
- J. (Jeltje) van Nieuwenhoven (19 november 2002 – 27 oktober 2004)
- S.A.M. (Sharon) Dijksma (27 oktober 2004 – 22 februari 2007[3] en 23 maart 2017 – 1 juni 2018)[4]
- drs. M.I. (Mariëtte) Hamer (13 maart 2007 – 22 januari 2008)[5]
- ir. J.R.V.A. (Jeroen) Dijsselbloem (21 mei 2008 – 20 februari 2012[6] en 20 maart 2012 – 5 november 2012)[7]
- ir. M.H.P. (Martijn) van Dam (13 november 2012 – 3 november 2015)[8]
- drs. E.M.J. (Lilianne) Ploumen (1 juni 2018 – 14 januari 2021)[9]